# تومي ويلكوكس
تومي ويلكوكس (بالإنجليزية: Tommy Wilcox)‏ هو لاعب كرة قدم أمريكية أمريكي، ولد في 30 يوليو 1959 في هاراهان في الولايات المتحدة.